# 21 listopada
21 listopada jest 325. (w latach przestępnych 326.) dniem w kalendarzu gregoriańskim. Do końca roku pozostaje 40 dni.

## Święta
- Imieniny obchodzą: Albert, Elwira, Gelazja, Gelazy, Heliodor, Janusz, Kadok, Kolumban, Konrad, Maria, Regina, Rufus, Twardosław i Wiesław
- Międzynarodowe:
  - Światowy Dzień Życzliwości i Pozdrowień[1][2][3]
  - Światowy Dzień Telewizji (ustanowiony przez Zgromadzenie Ogólne ONZ w 1996 roku)
- Polska:
  - Dzień Pracownika Socjalnego
  - Święto Służby Czołgowo-Samochodowej[4]
- Ukraina – Dzień Godności i Wolności[5]
- Wspomnienia i święta w Kościele katolickim[6][7] obchodzą:
  - Ofiarowanie Najświętszej Maryi Panny[8]
  - św. Albert z Leuven (zm. 1192)
  - święci Aleksander i Rufus (postacie biblijne)
  - św. Gelazjusz I (papież)
  - św. Heliodor z Pamfilii (†2 poł. II w., męczennik)
  - św. Kadok z Llancarvon (również 23 stycznia)
  - św. Kolumban Młodszy (opat) (patron dnia; zob. 23 listopada)

## Wydarzenia w Polsce
- 1708 – Konfederaci sandomierscy pokonali wojska króla Stanisława Leszczyńskiego w bitwie pod Koniecpolem.
- 1787 – Spłonął doszczętnie pałac w Brunowie koło Lwówka Śląskiego.
- 1839 – Wmurowano kamień węgielny pod budowę hotelu „Bazar” w Poznaniu.
- 1855 – Maria Angela Truszkowska założyła w Warszawie zgromadzenie zakonne felicjanek.
- 1863 – Powstanie styczniowe: w Siedlcach został publicznie stracony przez powieszenie powstaniec i cywilny naczelnik województwa podlaskiego Władysław Rawicz.
- 1864 – Jan Matejko ożenił się z Teodorą Giebułtowską.
- 1866 – Cesarz Rosji Aleksander II Romanow wydał rozkaz o likwidacji Twierdzy Zamość.
- 1870 – Zainaugurowała działalność Wyższa Szkoła Rolnicza im. Haliny w Żabikowie.
- 1891 – Rozpoczął działalność szpital psychiatryczny w Tworkach.
- 1896 – Założono Towarzystwo Miłośników Historii i Zabytków Krakowa.
- 1918:
  - Rząd Jędrzeja Moraczewskiego ogłosił manifest zapowiadający reformę rolną i nacjonalizację niektórych gałęzi przemysłu.
  - Wojna polsko-ukraińska: wojska polskie odbiły z rąk ukraińskich cały Lwów.
- 1919 – Rada Najwyższa konferencji pokojowej przyznała Polsce Galicję Wschodnią.
- 1920 – Wojna ukraińsko-radziecka: żołnierze armii Ukraińskiej Republiki Ludowej zostali wyparci na terytorium Polski i tu internowani (20-21 listopada).
- 1939 – Niemcy przekazali Słowacji 700 km² polskich terenów nadgranicznych.
- 1945 – Rada Ministrów ustanowiła państwowe odznaczenie wojskowe Medal za Warszawę 1939–1945.
- 1947 – Reaktywowano Białowieski Park Narodowy.
- 1967:
  - Premiera filmu Paryż – Warszawa bez wizy w reżyserii Hieronima Przybyła.
  - Sejm PRL przyjął ustawę o powszechnym obowiązku obrony.
- 1987 – Założono Muzeum Diecezjalne w Opolu.
- 1994 – Denominacja złotego: na konferencji prasowej w NBP odbyła się oficjalna prezentacja nowych wzorów monet i banknotów.
- 1997 – W Katowicach uniewinnieniem wszystkich oskarżonych zakończył się pierwszy proces 24 zomowców, biorących udział w pacyfikacji KWK „Wujek” w Katowicach.
- 1998 – Powołano Grupę Jurajską GOPR.
- 2001 – W Bielsku-Białej otwarto centrum handlowe Sarni Stok.
- 2006 – 23 górników zginęło w wyniku wybuchu metanu w KWK „Halemba” w Rudzie Śląskiej.
- 2009 – W Krakowie otwarto centrum handlowe Bonarka City Center.
- 2010 – Odbyły się wybory samorządowe.
- 2011 – W Warszawie odsłonięto pomnik Ronalda Reagana.
- 2017 – Powołano Narodowy Instytut Architektury i Urbanistyki.

## Wydarzenia na świecie

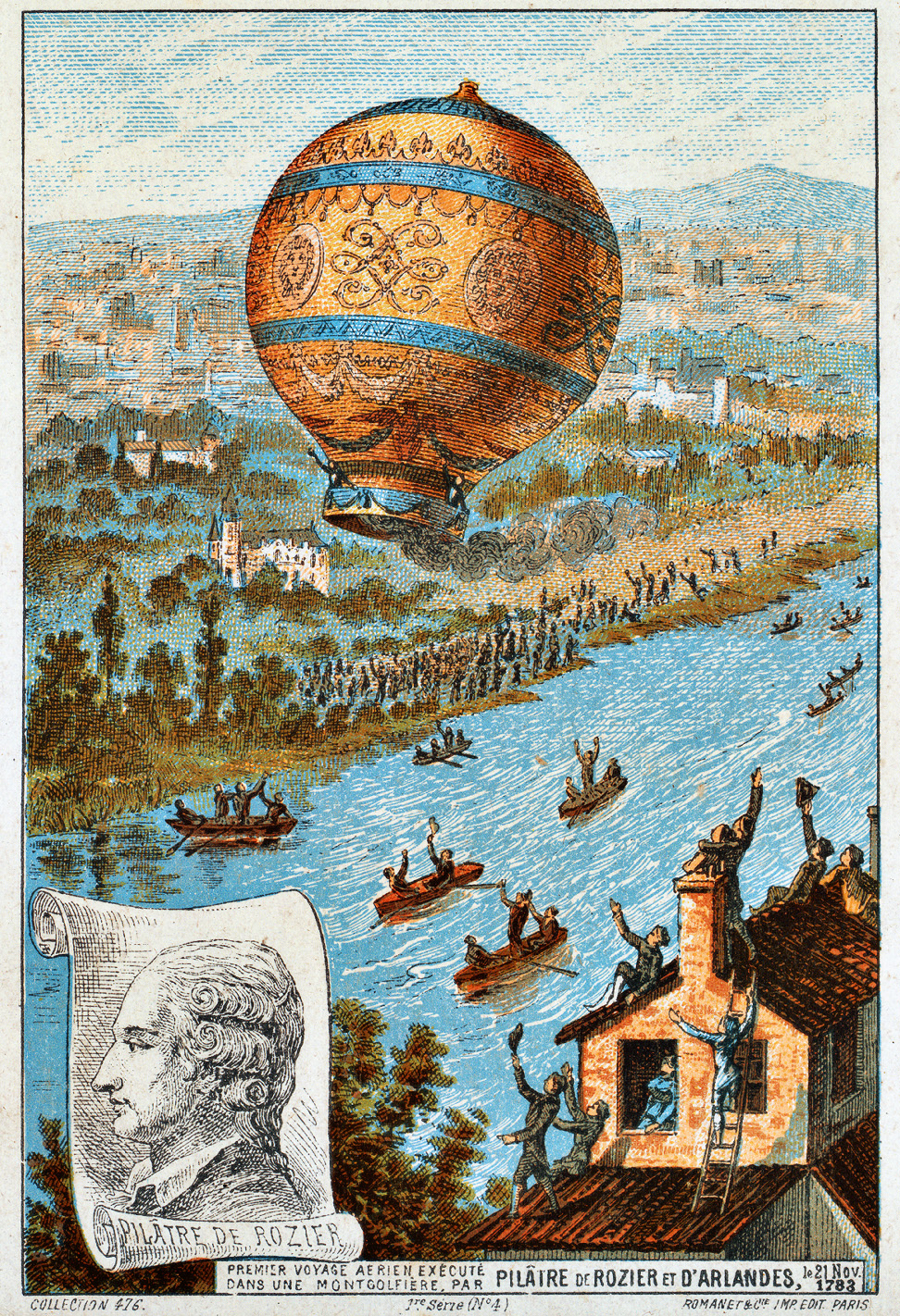
Pierwszy lot balonem (1783) na rysunku z końca XIX wieku

- 235 – Anteros został wybrany na papieża.
- 533 – Opublikowano Instytucje Justyniana, podręcznik prawa rzymskiego będący częścią Kodeksu Justyniana.
- 1325 – Książę twerski Dymitr zamordował w stolicy Wielkiej Ordy księcia moskiewskiego Jerzego, mszcząc się w ten sposób za śmierć swego ojca Michała.
- 1344 – Położono kamień węgielny pod budowę katedry św. Wita w Pradze.
- 1417 – Odbyła się inauguracja pontyfikatu papieża Marcina V, która zakończyła wielką schizmę zachodnią.
- 1472 – Wielki książę moskiewski Iwan III Srogi ożenił się z księżniczką bizantyńską Zofią Paleolog.
- 1604 – Honoriusz II Grimaldi został seniorem Monako.
- 1620 – Statek „Mayflower” z pierwszymi kolonistami angielskimi (tzw. pielgrzymami) dotarł do wybrzeży Ameryki Północnej.
- 1676 – Duński astronom Ole Rømer jako pierwszy oszacował prędkość światła.
- 1682 – Elektor Hanoweru i przyszły król Wielkiej Brytanii Jerzy I ożenił się z Zofią Dorotą z Celle.
- 1699 – Podpisano traktat preobrażeński ustanawiający antyszwedzki sojusz Rosji, Saksonii i Danii, uzupełniony w następnym roku porozumieniami Saksonii i Danii z Brandenburgią.
- 1739 – Wojna o ucho Jenkinsa: flota brytyjska zaatakowała i zdobyła Portobelo w Panamie, główną bazę floty Nowej Hiszpanii.
- 1759 – Wojna siedmioletnia: miażdżące zwycięstwo wojsk austriackich nad pruskimi w bitwie pod Maxen.
- 1783 – Jean-François Pilâtre de Rozier i markiz François Laurent d’Arlandes odbyli nad Paryżem pierwszy swobodny lot balonem.
- 1789 – Karolina Północna jako 12. stan dołączyła do Unii.
- 1800 – Magdalena Zofia Barat założyła w Paryżu Zgromadzenie Najświętszego Serca Jezusa (Sacré Coeur).
- 1806 – Napoleon Bonaparte wydał dekret berliński wprowadzający tzw. blokadę kontynentalną Wielkiej Brytanii.
- 1812 – Inwazja Napoleona na Rosję: rozpoczęła się bitwa pod Borysowem.
- 1815 – Petar Nikolajević Moler został premierem Serbii.
- 1831:
  - W Lyonie wybuchło I powstanie tkaczy.
  - W Paryżu odbyła się premiera opery Robert Diabeł Giacomo Meyerbeera.
- 1832:
  - Król Obojga Sycylii Ferdynand II Burbon ożenił się z Marią Krystyną Sabaudzką.
  - Zakończyło się trwające od 2 listopada głosowanie powszechne w wyborach prezydenckich w USA, w których zwyciężył ubiegający się o reelekcję Andrew Jackson.
- 1848:
  - Jacob de Kempenaer został premierem Holandii.
  - Felix zu Schwarzenberg został premierem Cesarstwa Austriackiego.
  - We Francji została uchwalona konstytucja II Republiki.
- 1849 – Upadło antywęgierskie powstanie na Słowacji.
- 1868 – W Wiedniu założono Zgromadzenie Córek Bożej Miłości.
- 1898 – Po wystąpieniu Salwadoru rozpadła się Republika Środkowoamerykańska.
- 1902:
  - W Kolumbii zakończyła się wojna domowa.
  - W Wiedniu odbyła się premiera operetki Wiedeńskie kobietki z muzyką Franza Lehára.
- 1910:
  - Poświęcono kościół św. Szymona i św. Heleny w Mińsku.
  - Została założona Sewastopolska Oficerska Szkoła Lotnictwa.
- 1915 – I wojna światowa: zwycięstwem wojsk bułgarskich nad francuskimi zakończyła się bitwa pod Kriwołakiem (17 października-21 listopada).
- 1916:
  - Dokonano oblotu francuskiego samolotu Breguet 14.
  - Karol I Habsburg został cesarzem Austrii.
  - Zatonął HMHS „Britannic”, bliźniaczy statek „Titanica”.
- 1917 – Rząd Rosyjskiej FSRR wystosował notę do ambasadorów i posłów państw biorących udział w I wojnie światowej, wzywającą do rozpoczęcia rokowań pokojowych.
- 1918 – Sformowano Estońskie Siły Powietrzne.
- 1920:
  - IRA dokonała egzekucji na 14 agentach tajnej służby brytyjskiej (tzw. „krwawa niedziela”).
  - Rada Słucczyzny wydała deklarację, wzywającą ludność białoruską do walki o niepodległą Białoruś w granicach etnograficznych.
- 1926 – Gen. Dżafar al-Askari został po raz drugi premierem Iraku.
- 1927 – W Columbine Mine w amerykańskim stanie Kolorado policja dokonała masakry strajkujących górników ogniem karabinów maszynowych.
- 1931:
  - Firma AT&T wprowadziła na rynek pierwszy na świecie teleks.
  - Premiera horroru Frankenstein na podstawie powieści Mary Shelley i w reżyserii Jamesa Whale’a.
- 1932 – W Finlandii zdelegalizowano skrajnie prawicowy Ruch Lapua.
- 1933 – 15 spośród 20 osób na pokładzie zginęło w katastrofie samolotu K-7 pod Charkowem.
- 1934 – 17-letnia Ella Fitzgerald po raz pierwszy wystąpiła na scenie.
- 1937 – W Leningradzie odbyła się premiera V symfonii Dmitrija Szostakowicza.
- 1941:
  - Front wschodni: rozpoczęła się bitwa o Rostów nad Donem.
  - Zlikwidowano komunikację tramwajową w chilijskim mieście Concepción.
- 1942:
  - Front wschodni: została utworzona Grupa Armii Don pod dowództwem feldmarszałka Ericha von Mansteina.
  - Otwarto Autostradę Alaskańską.
- 1943:
  - Skandalizujący amerykański reporter Drew Pearson ujawnił incydent ze spoliczkowaniem przez gen. George’a Pattona dwóch żołnierzy hospitalizowanych w szpitalu polowym, których oskarżył o symulowanie i tchórzostwo podczas letniej inwazji aliantów na Sycylię.
  - W wiosce Pietransieri w środowych Włoszech, w odwecie za pomoc partyzantom Niemcy dokonali masakry 128 osób, w tym 38 dzieci.
- 1944:
  - Front zachodni: wojska francuskie wyzwoliły Miluzę.
  - Front zachodni: w wyniku największego podczas wojny bombardowania Aschaffenburga w Bawarii zginęły 344 osoby.
  - Wojna na Pacyfiku: okręt podwodny USS „Sealion” zatopił w Cieśninie Tajwańskiej japoński krążownik liniowy „Kongō”. Zginęło 1250 członków załogi, uratowało się 237.
- 1945 – W Teatrze Wielkim w Moskwie odbyła się premiera baletu Kopciuszek z muzyką Siergieja Prokofjewa.
- 1946:
  - Georgi Dymitrow został premierem Bułgarii.
  - Premiera amerykańskiego melodramatu wojennego Najlepsze lata naszego życia w reżyserii Williama Wylera.
- 1950 – W czołowym zderzeniu pociągów wojskowego i towarowego koło Valemount(inne języki) w kanadyjskiej prowincji Kolumbia Brytyjska zginęło 21 osób, a 61 zostało rannych.
- 1953 – Zdemaskowano oszustwo naukowe Człowiek z Piltdown.
- 1954 – W Singapurze została założona Partia Akcji Ludowej (PAP).
- 1959 – 24 osoby zginęły, a 3 zostały ranne w katastrofie należącego do linii lotniczych Ariana Afghan Airlines samolotu Douglas DC-4, który rozbił się krótko po starcie z Bejrutu.
- 1960 – Program Mercury: nieudana próba wystrzelenia rakiety Mercury-Redstone 1(inne języki).
- 1962:
  - Zakończyła się wojna chińsko-indyjska.
  - Założono miasto Arad w Izraelu.
- 1964:
  - Podczas II soboru watykańskiego została uchwalona konstytucja dogmatyczna Lumen gentium.
  - W Budapeszcie otwarto odbudowany po wysadzeniu w 1945 roku Most Elżbiety.
  - W Nowym Jorku otwarto Most Verrazano-Narrows.
- 1965:
  - Otwarto Port Aszdod w Izraelu.
  - Zainaugurował działalność ośrodek edukacyjno-wychowawczy Centrum ELIS w Rzymie, założony przez Opus Dei.
- 1970 – Hafiz al-Asad został premierem Syrii
- 1974 – Terroryści z IRA zdetonowali bomby w dwóch pubach w Birmingham, w wyniku czego zginęło 21 osób, a 182 zostały ranne.
- 1976 – Premiera filmu Rocky w reżyserii Johna G. Avildsena.
- 1979 – Tłum demonstrantów spalił amerykańską ambasadę w Islamabadzie.
- 1980 – 87 osób zginęło, a ponad 650 zostało rannych w wyniku pożaru MGM Grand Hotel w Las Vegas.
- 1985:
  - Analityk US Navy Jonathan Pollard został zatrzymany przez FBI pod izraelską ambasadą w Waszyngtonie pod zarzutem szpiegostwa na rzecz Izraela.
  - Paias Wingti został premierem Papui-Nowej Gwinei.
  - Zakończył się szczyt radziecko-amerykański w Genewie.
- 1987 – Bruce Willis poślubił Demi Moore.
- 1990:
  - Dokonano oblotu chińsko-pakistańskiego samolotu szkolno-treningowego Hongdu JL-8.
  - Podpisano Paryską Kartę Nowej Europy.
- 1991:
  - Egipcjanin Butrus Butrus Ghali został wybrany na stanowisko sekretarza generalnego ONZ.
  - Uchwalono nową konstytucję Rumunii.
  - Zaid ibn Szakir został premierem Jordanii.
- 1995:
  - Argentyna wydała Włochom byłego kapitana SS Ericha Priebke, oskarżonego o kierowanie masakrą 335 Włochów w jaskiniach pod Rzymem w 1944 roku.
  - Podpisano układ w Dayton kończący wojnę domową w byłej Jugosławii.
- 1996 – 33 osoby zginęły, a 70 zostało rannych w wyniku wybuchu gazu w San Juan na Portoryko.
- 1999 – Benedykt Menni, Tomasz z Cori i 10 męczenników hiszpańskich zostali kanonizowani przez papieża Jana Pawła II.
- 2002:
  - Podczas szczytu NATO w Pradze 7 krajów (Bułgaria, Estonia, Litwa, Łotwa, Rumunia, Słowacja i Słowenia) otrzymało zaproszenia do rozpoczęcia negocjacji o przystąpieniu do Sojuszu.
  - Wiktor Janukowycz został po raz pierwszy premierem Ukrainy.
  - 11 osób zginęło, a 47 zostało rannych w wyniku palestyńskiego samobójczego zamachu bombowego w autobusie na przedmieściach Jerozolimy.
  - Zafarullah Khan Jamali został premierem Pakistanu.
- 2004:
  - 55 osób zginęło w katastrofie lotu China Eastern Airlines 5210 w chińskim Baotou.
  - Klub Paryski umorzył Irakowi 80% zadłużenia wynoszącego 38,9 mld dolarów.
  - Wiktor Janukowycz został ogłoszony zwycięzcą wyborów prezydenckich na Ukrainie. Dało to początek pomarańczowej rewolucji.
- 2005:
  - Podczas swojej podróży po Azji George W. Bush jako pierwszy urzędujący prezydent USA złożył wizytę w Mongolii.
  - Premier Izraela Ariel Szaron po opuszczeniu Likudu założył centrową partię Kadima.
- 2006:
  - Australijski pływak Ian Thorpe ogłosił zakończenie kariery sportowej.
  - Minister przemysłu Libanu Bijar Amin al-Dżumajjil zginął w zamachu na przedmieściach Bejrutu.
  - We Francji międzynarodowe konsorcjum podpisało porozumienie o budowie eksperymentalnego reaktora termojądrowego ITER.
  - W Nepalu podpisano porozumienie kończące dziesięcioletnią wojnę domową.
- 2008 – W stoczni w fińskim Turku zwodowano największy pasażerski statek świata „Oasis of the Seas”.
- 2010 – Urzędujący prezydent Blaise Compaoré wygrał po raz czwarty wybory prezydenckie w Burkinie Faso.
- 2012:
  - Daniel Kablan Duncan został po raz drugi premierem Wybrzeża Kości Słoniowej.
  - Zakończyła się izraelska operacja wojskowa „Filar Obrony” w Strefie Gazy.
- 2013:
  - Kalzeubet Pahimi Deubet został premierem Czadu.
  - Prezydent Ukrainy Wiktor Janukowycz odłożył podpisanie umowy stowarzyszeniowej z Unią Europejską, co zapoczątkowało protesty zwolenników integracji.
  - W wyniku runięcia dachu supermarketu w Rydze zginęły 54 osoby, a 38 zostało rannych.
- 2014:
  - Czimedijn Sajchanbileg został premierem Mongolii.
  - W katastrofie rumuńskiego wojskowego śmigłowca IAR 330(inne języki) w miejscowości Mălâncrav zginęło 8 osób, a 2 zostały ranne.
- 2015 – W wyniku osunięcia ziemi w północnej Birmie zginęło 116 osób, a ok. 100 uznano za zaginione.
- 2016 – W samobójczym zamachu bombowym na szyicki meczet w Kabulu zginęły 32 osoby, a 80 zostało rannych.
- 2017:
  - Robert Mugabe ustąpił ze stanowiska prezydenta Zimbabwe.
  - Rozpoczęła się pierwsza od 1964 roku erupcja wulkanu Agung na indonezyjskiej wyspie Bali.
- 2021 – Ubiegający się o reelekcję Rumen Radew wygrał w drugiej turze wybory prezydenckie w Bułgarii.

## Urodzili się
- 1264 – Maria, infantka portugalska, zakonnica (zm. 1304)
- 1495 – John Bale(inne języki), angielski teolog, dramaturg, historyk (zm. 1563)
- 1566 – Francesco Cennini de’ Salamandri, włoski duchowny katolicki, biskup Amelii, kardynał (zm. 1645)
- 1582 – François Maynard(inne języki), francuski prozaik, poeta (zm. 1646)
- 1640 – Heinrich von Mansfeld, austriacki książę, polityk, przewodniczący Nadwornej Rady Wojennej (zm. 1715)
- 1688 – Antonio Visentini, włoski malarz (zm. 1782)
- 1689 – Jakub I Grimaldi, książę Monako (zm. 1751)
- 1692 – Carlo Innocenzo Frugoni, włoski poeta, librecista (zm. 1768)
- 1694 – Voltaire, francuski prozaik, dramaturg, filozof, historyk (zm. 1778)
- 1710 – Paolo Renier, doża Wenecji (zm. 1789)
- 1714 – Thure Gustaf Rudbeck, szwedzki baron, polityk (zm. 1786)
- 1718:
  - István Hatvani, węgierski matematyk (zm. 1786)
  - Friedrich Wilhelm Marpurg, niemiecki kompozytor, teoretyk i krytyk muzyczny (zm. 1795)
- 1729 – Josiah Bartlett, amerykański lekarz, polityk (zm. 1795)
- 1737 – Marianna Lanckorońska, polska arystokratka, filantropka (zm. 1826)
- 1745 – Gregor Tarkovič, rusiński duchowny greckokatolicki, eparcha preszowski (zm. 1841)
- 1753 – Johann Ludwig von Cobenzl, austriacki polityk, dyplomata (zm. 1809)
- 1758 – Eugeniusz Fryderyk, książę wirtemberski, wojskowy (zm. 1822)
- 1768:
  - Cesare Nembrini Pironi Gonzaga, włoski duchowny katolicki, biskup Ankony, kardynał (zm. 1837)
  - Friedrich Schleiermacher, niemiecki teolog, filozof (zm. 1834)
- 1774:
  - Elżbieta Canori Mora, włoska tercjarka, błogosławiona (zm. 1825)
  - Johann Friedrich Krigar, niemiecki konstruktor, wynalazca (zm. 1852)
- 1789 – Cesare Balbo, włoski hrabia, wojskowy, polityk, premier Królestwa Sardynii (zm. 1853)
- 1796:
  - Wojciech Maksymilian Adamski, polski lekarz, botanik (zm. 1841)
  - Jean Zuléma Amussat, francuski chirurg (zm. 1856)
- 1799 – Jan Ruckgaber, polsko-francuski pianista, dyrygent, kompozytor (zm. 1876)
- 1800 – August Friedrich Christian Vilmar, niemiecki teolog luterański (zm. 1868)
- 1805:
  - Mariano Benito Barrio Fernández, hiszpański duchowny katolicki, arcybiskup Walencji, kardynał (zm. 1876)
  - Carlo Luigi Morichini, włoski kardynał (zm. 1879)
- 1806 – Adolf Harless, niemiecki teolog luterański (zm. 1879)
- 1811 – Zeng Guofan, chiński dowódca wojskowy, polityk (zm. 1872)
- 1813 – Ferdinand Karkutsch, niemiecki kupiec, działacz społeczny, filantrop (zm. 1891)
- 1816 – Alexandre-Édouard Kierzkowski, kanadyjski wojskowy, inżynier, polityk pochodzenia polskiego (zm. 1870)
- 1818:
  - Lewis Morgan, amerykański antropolog kulturowy, historyk (zm. 1881)
  - Ludwik Norwid, polski agronom, poeta, krytyk literacki (zm. 1881)
- 1823 – Andrzej Jerzy Mniszech, polski ziemianin, malarz, kolekcjoner (zm. 1905)
- 1824:
  - Maria Springer, polska poetka, filantropka, projektantka mody (zm. 1872)
  - Theodor Richter, niemiecki chemik (zm. 1898)
- 1829 – Teofan Vénard, francuski misjonarz, męczennik, święty (zm. 1861)
- 1831 – Helgo Zettervall, szwedzki architekt (zm. 1907)
- 1832 – Feliks Jan Gebethner, polski kupiec, kolekcjoner, muzyk (zm. 1887)
- 1834 – Hetty Green, amerykańska milionerka (zm. 1916)
- 1840 – Wiktoria Koburg, cesarzowa Niemiec (zm. 1901)
- 1843 – Gaston Tissandier, francuski chemik, meteorolog, pionier aeronautyki (zm. 1899)
- 1844 – Karl Richter, niemiecki adwokat, działacz turystyczny (zm. 1928)
- 1849:
  - Johan Brinell, szwedzki metaloznawca, metalurg (zm. 1925)
  - Andrew Murray, brytyjski arystokrata, prawnik, polityk (zm. 1942)
  - Paul Rée, niemiecki filozof pochodzenia żydowskiego (zm. 1901)
- 1851:
  - Désiré-Joseph Mercier, belgijski duchowny katolicki, arcybiskup Mechelen, kardynał, filozof, teolog (zm. 1926)
  - Leslie Ward, brytyjski karykaturzysta, portrecista (zm. 1922)
- 1852:
  - Wasyl Jaworski, ukraiński prawnik, urzędnik skarbowy, polityk (zm. 1926)
  - Jeanette Schwerin, niemiecka działaczka społeczna pochodzenia żydowskiego (zm. 1899)
  - Francisco Tárrega, hiszpański gitarzysta, kompozytor (zm. 1909)
- 1853 – Husajn Kamil, sułtan Egiptu i Sudanu (zm. 1917)
- 1854 – Benedykt XV, papież (zm. 1922)
- 1857:
  - Manuel Estrada Cabrera, gwatemalski adwokat, polityk, prezydent Gwatemali (zm. 1923)
  - Fergus Suter, szkocki piłkarz (zm. 1916)
- 1859 – Emil Petzold, polski filolog, germanista, polonista, historyk literatury (zm. 1932)
- 1860 – Edward Kozłowski, amerykański duchowny katolicki pochodzenia polskiego, biskup pomocniczy Milwaukee (zm. 1915)
- 1861 – Mikołaj (Dobronrawow), rosyjski biskup prawosławny, nowomęczennik (zm. 1937)
- 1864:
  - Witold Bańkowski, polski samorządowiec, polityk, prezydent Wilna (zm. 1940)
  - Władysław Glass, polski generał major w służbie rosyjskiej (zm. 1918)
- 1866:
  - Franciszek Flaum, polski rzeźbiarz (zm. 1917)
  - Sigbjørn Obstfelder, norweski poeta, nowelista, publicysta (zm. 1900)
- 1867 – Władimir Ipatjew, rosyjski chemik (zm. 1952)
- 1868:
  - Karol Jankowski, polski architekt (zm. 1928)
  - Stanisław Krygowski, polski prawnik, adwokat, działacz turystyczny, fotografik (zm. 1944)
  - Ludwik de Laveaux, polski malarz pochodzenia francuskiego (zm. 1894)
- 1869:
  - Karl Heilbronner, niemiecki psychiatra (zm. 1914)
  - Stanisław Silberstein, polski przemysłowiec, kupiec, działacz gospodarczy, społeczny, oświatowy i polityczny, filantrop pochodzenia żydowskiego (zm. 1942)
  - Kazimierz Stabrowski, polski malarz (zm. 1929)
- 1870:
  - Aleksander Berkman, amerykański działacz anarchistyczny, pisarz pochodzenia rosyjskiego (zm. 1936)
  - Sigfrid Edström, szwedzki działacz sportowy, przewodniczący MKOl (zm. 1964)
- 1872 – Jerzy Tomaszewski, polski dyplomata (zm. 1955)
- 1873:
  - Tytus Filipowicz, polski polityk, dyplomata, publicysta (zm. 1953)
  - Sergiusz Rudkowski, polski poeta, prozaik pochodzenia karaimskiego (zm. 1944)
- 1874 – Henri Deloge, francuski lekkoatleta, średniodystansowiec (zm. 1961)
- 1876
  - Marian Lalewicz, polski architekt (zm. 1944)
  - Helena Zborowska, polska pisarka (zm. 1943)
- 1877:
  - Andrés Buforn, hiszpański malarz (zm. 1943)
  - Sigfrid Karg-Elert, niemiecki kompozytor (zm. 1933)
- 1878 – Gustav Radbruch, niemiecki filozof, prawnik (zm. 1949)
- 1880:
  - Franz Hessel, niemiecki pisarz, tłumacz pochodzenia żydowskiego (zm. 1941)
  - Mikołaj Majewski, polski generał brygady (zm. 1944)
- 1881 – Franciszek Calvo Burillo, hiszpański dominikanin, męczennik, błogosławiony (zm. 1936)
- 1882 – Stanisław Deresz, polski psychiatra (zm. 1939 lub 40)
- 1883 – Frederick Leathers, brytyjski arystokrata, polityk (zm. 1965)
- 1884 – Eugeniusz Frankowski, polski archeolog, etnolog, etnograf, iberysta, baskolog, muzeolog (zm. 1962)
- 1887 – Hein ter Poorten, holenderski generał porucznik (zm. 1968)
- 1891:
  - Just Göbel, holenderski piłkarz, bramkarz (zm. 1984)
  - Erik Robert Lindahl, szwedzki ekonomista (zm. 1960)
- 1893:
  - Ernst Grünfeld, austriacki szachista, teoretyk szachowy (zm. 1962)
  - Harry Ryan, brytyjski kolarz torowy (zm. 1961)
  - Władysław Strzemiński, polski malarz, teoretyk sztuki, publicysta, pedagog (zm. 1952)
- 1895:
  - Konstanty Ćwierk, polski prozaik, poeta, scenarzysta filmowy (zm. 1944)
  - Antoni Durski-Trzaska, polski pułkownik kawalerii (zm. 1982)
- 1897 – Aleksander Sulewski, polski oficer, kawaler Orderu Virtuti Militari (zm. ?)
- 1898:
  - Karl Kurz, austriacki piłkarz, trener (zm. 1933)
  - René Magritte, belgijski malarz (zm. 1967)
- 1899 – Jobyna Ralston, amerykańska aktorka (zm. 1967)
- 1900:
  - Alice Calhoun, amerykańska aktorka (zm. 1966)
  - Honorio García Condoy, hiszpański rzeźbiarz (zm. 1953)
  - Emanuel Ringelblum, polski historyk, polityk pochodzenia żydowskiego, założyciel Oneg Szabat, uczestnik powstania w getcie warszawskim (zm. 1944)
- 1901 – Michaił Panow, radziecki generał porucznik (zm. 1979)
- 1902:
  - Ferenc Hirzer, węgierski piłkarz, trener (zm. 1957)
  - Helena Kazimierczak-Połońska, polska i rosyjska astronom (zm. 1992)
  - Michaił Susłow, radziecki polityk, działacz i ideolog komunistyczny (zm. 1982)
  - Isaac Bashevis Singer, amerykański pisarz pochodzenia polsko-żydowskiego, laureat Nagrody Nobla (zm. 1991)
- 1904 – Coleman Hawkins, amerykański saksofonista jazzowy (zm. 1969)
- 1905:
  - Giennadij Kuprijanow, radziecki generał major, polityk (zm. 1979)
  - Tatiana Łukaszewicz(inne języki), radziecka reżyserka filmowa (zm. 1972)
- 1906 – Mychajło Peczeny, ukraiński piłkarz, trener i sędzia piłkarski (zm. 1980)
- 1907:
  - Bolesław Kieniewicz, polski generał dywizji, polityk, poseł na Sejm RP (zm. 1969)
  - Darling Légitimus, francuska aktorka (zm. 1999)
  - Ernesto Mascheroni, urugwajsko-włoski piłkarz (zm. 1984)
  - Marian Mięsowicz, polski fizyk, wykładowca akademicki, polityk, poseł na Sejm PRL (zm. 1992)
- 1908:
  - Salomon Flohr, czechosłowacki i radziecki szachista pochodzenia żydowskiego (zm. 1983)
  - Franz Pfnür, niemiecki narciarz alpejski (zm. 1996)
  - Józef Szaflarski, polski geograf (zm. 1989)
- 1909:
  - Jupp Besselmann, niemiecki bokser (zm. 1983)
  - Charles Frend(inne języki), brytyjski reżyser filmowy (zm. 1977)
  - Hermann Paul Müller, niemiecki kierowca i motocyklista wyścigowy (zm. 1975)
- 1910:
  - Benedykt Askanas, polski dyplomata (zm. 1995)
  - Abd al-Aziz ibn Baz, saudyjski duchowny muzułmański, wielki mufti (zm. 1999)
- 1911:
  - Ercole Gallegati, włoski zapaśnik (zm. 1990)
  - Bo Ljungberg, szwedzki lekkoatleta, tyczkarz i trójskoczek (zm. 1984)
- 1912:
  - Edward Bertold, polski prawnik, polityk, minister rolnictwa i reform rolnych (zm. 1965)
  - Tullio Gonnelli, włoski lekkoatleta, sprinter (zm. 2005)
  - Pierre Grimal, francuski historyk (zm. 1996)
  - Elisabeth von Janota Bzowski, niemiecka malarka, graficzka, projektantka znaczków pocztowych (zm. 2012)
  - Eleanor Powell, amerykańska aktorka, tancerka (zm. 1982)
  - Kazimierz Ślaski, polski historyk, wykładowca akademicki (zm. 1990)
- 1913:
  - John Boulting(inne języki), brytyjski reżyser filmowy (zm. 1985)
  - Roy Boulting(inne języki), brytyjski reżyser filmowy (zm. 2001)
  - Vintilă Cossini, rumuński piłkarz (zm. 2000)
  - Orestes Jordán, peruwiański piłkarz (zm. 1991)
  - Jan Rogowski, polski porucznik artylerii, cichociemny (zm. 1944)
- 1914:
  - Michael Grant, brytyjski filolog klasyczny, historyk (zm. 2004)
  - Henri Laborit(inne języki), francuski chirurg, neurobiolog (zm. 1995)
  - Antoni Mruk, polski duchowny katolicki (zm. 2009)
  - Antoni Olcha, polski prozaik, poeta, reportażysta (zm. 1978)
- 1915 – Stanisław Ryniak, polski architekt (zm. 2004)
- 1916:
  - Stanisław Andrzejewski, polski kapitan pilot (zm. 2002)
  - Nadja Nożarowa, bułgarska śpiewaczka operetkowa, aktorka (zm. 2014)
- 1917 – Chung Il-kwon, południowokoreański generał, dyplomata, polityk, premier Korei Południowej (zm. 1994)
- 1918:
  - Michaił Głuzski, radziecki aktor (zm. 2001)
  - Marek Thee, polski dyplomata (zm. 1999)
- 1919:
  - Gert Fredriksson, szwedzki kajakarz (zm. 2006)
  - Zbigniew Gęsicki, polski żołnierz AK (zm. 1944)
  - Josef Jennewein, niemiecki narciarz alpejski (zm. 1943)
- 1920:
  - Ralph Meeker, amerykański aktor (zm. 1988)
  - Stan Musial, amerykański baseballista pochodzenia polskiego (zm. 2013)
- 1921:
  - Mykoła Dokaszenko, radziecki pilot wojskowy, as myśliwski (zm. 1992)
  - Arje Eli’aw, izraelski działacz społeczny, polityk (zm. 2010)
  - Gerson Iskowicz, kanadyjski malarz pochodzenia żydowskiego (zm. 1988)
  - Andrzej Kiszka, polski żołnierz AK, BCh i NOW, uczestnik podziemia antykomunistycznego, działacz kombatancki (zm. 2017)
  - Janina Turek, polska koronkarka (zm. 2000)
- 1922:
  - María Casares(inne języki), francuska aktorka pochodzenia hiszpańskiego (zm. 1996)
  - Jan Stryjeński, polsko-szwajcarski malarz, dekorator wnętrz (zm. 1996)
  - Konstanty Prożogo, chełmski regionalista, historyk (zm. 2008)
- 1923:
  - Mikołaj (Corneanu), rumuński duchowny prawosławny, biskup metropolita Banatu (zm. 2014)
  - Romeo Panciroli, włoski duchowny katolicki, arcybiskup, nuncjusz apostolski (zm. 2006)
  - Jadwiga Tyrankiewicz, polska poetka (zm. 1997)
- 1924:
  - Józef Baryła, polski generał broni, polityk, wiceminister obrony narodowej, członek WRON (zm. 2016)
  - Joseph Campanella, amerykański aktor, lektor pochodzenia włoskiego (zm. 2018)
  - Milka Planinc, chorwacka polityk, premier Jugosławii (zm. 2010)
  - Christopher Tolkien, brytyjski pisarz, edytor, oficer RAF (zm. 2020)
- 1925:
  - José Carlos Bauer, brazylijski piłkarz (zm. 2007)
  - Aleksander Bystry, polski duchowny katolicki, teolog, wykładowca akademicki, publicysta (zm. 2003)
  - Veljko Kadijević, jugosłowiański generał, polityk (zm. 2014)
  - Adam Pawlikowski, polski dziennikarz, aktor, muzykolog (zm. 1976)
- 1926:
  - William Wakefield Baum, amerykański duchowny katolicki, arcybiskup Waszyngtonu, kardynał (zm. 2015)
  - Domenico Crescentino Marinozzi, włoski duchowny katolicki, kapucyn, biskup, wikariusz apostolski Soddo-Hosanna (zm. 2024)
  - Hans Öberg, szwedzki hokeista (zm. 2009)
  - Matti Ranin, fiński aktor (zm. 2013)
- 1928:
  - Augustin Bubník, czeski hokeista, polityk, więzień polityczny (zm. 2017)
  - Wim Crouwel, holenderski projektant, typograf, twórca krojów pisma (zm. 2019)
  - Pierre Dumay, belgijski kierowca wyścigowy (zm. 2021)
  - Thomas Gayford, kanadyjski jeździec sportowy
  - Tor Jevne, norweski piłkarz (zm. 2001)
- 1929:
  - Jurij Christoradnow, rosyjski polityk (zm. 2018)
  - Marilyn French, amerykańska pisarka (zm. 2009)
  - Andrzej Malewski, polski metodolog nauk społecznych (zm. 1963)
- 1930:
  - Vladimir Anić, chorwacki językoznawca, leksykograf, wykładowca akademicki (zm. 2000)
  - Zbigniew Prostak, polski pisarz science fiction (zm. 2015)
  - Horst Seefeld, niemiecki samorządowiec, polityk (zm. 2018)
- 1931:
  - František Andraščík, słowacki poeta, eseista, prozaik, krytyk literacki (zm. 2001)
  - Lewis Binford, amerykański archeolog (zm. 2011)
  - Jerzy Koenig, polski publicysta, krytyk teatralny, tłumacz, dyrektor Teatru Telewizji (zm. 2008)
- 1932:
  - Beryl Bainbridge, brytyjska pisarka (zm. 2010)
  - Pierre Molères, francuski duchowny katolicki, biskup Bajonny
  - Arkadiusz Waloch, polski malarz, rysownik
- 1933:
  - Henry Hartsfield, amerykański pilot wojskowy, inżynier, astronauta (zm. 2014)
  - Jan Kubit, polski polityk, poseł na Sejm PRL (zm. 2014)
- 1934:
  - Bouke Beumer, holenderski ekonomista, samorządowiec, polityk, eurodeputowany (zm. 2022)
  - Dietrich Weise, niemiecki piłkarz, trener (zm. 2020)
- 1935:
  - Michael Chapman, amerykański aktor, operator i reżyser filmowy (zm. 2020)
  - (lub 1934) Fairuz, libańska piosenkarka
  - Barbara Maria Sierakowska, polska filolog, poetka, pisarka (zm. 2022)
  - Krzysztof Sitkowski, polski koszykarz (zm. 1988)
- 1936 – Aleksandr Ginzburg, rosyjski dziennikarz, dysydent (zm. 2002)
- 1937:
  - Bernard Bot, holenderski prawnik, dyplomata, polityk
  - Ferenc Kósa, węgierski reżyser i scenarzysta filmowy (zm. 2018)
  - Ingrid Pitt, brytyjska pisarka, aktorka (zm. 2010)
  - Marlo Thomas, amerykańska aktorka, producentka filmowa
- 1938 – Marcin Przybyłowicz, polski inżynier, działacz opozycji antykomunistycznej, polityk, poseł na Sejm RP (zm. 2001)
- 1939:
  - Budd Dwyer, amerykański polityk (zm. 1987)
  - Guy N. Smith, brytyjski pisarz (zm. 2020)
  - Jeannot Szwarc, francuski reżyser filmowy i telewizyjny (zm. 2025)
  - Władysław Tomaszewski, polski samorządowiec, polityk, poseł na Sejm RP
- 1940:
  - Terry Dischinger, amerykański koszykarz (zm. 2023)
  - Victor Gnanapragasam, lankijski duchowny katolicki, wikariusz apostolski Quetty w Pakistanie (zm. 2020)
  - Richard Marcinko, amerykański wojskowy, komandor porucznik United States Navy, operator Navy SEAL (zm. 2021)
- 1941:
  - Stanisław Dragan, polski bokser (zm. 2007)
  - José de la Paz Herrera, honduraski piłkarz, trener (zm. 2021)
  - Marian Hess, polski etnograf, malarz, rzeźbiarz (zm. 2010)
  - John Hough(inne języki), amerykański reżyser filmowy
  - Juliet Mills, brytyjska aktorka
- 1942:
  - Afa Anoaʻi Sr., samoański wrestler, trener, menedżer (zm. 2024)
  - Heidemarie Wieczorek-Zeul, niemiecka nauczycielka, polityk
- 1943:
  - Phil Bredesen, amerykański polityk
  - Gunnar Heinsohn, niemiecki socjolog, ekonomista, demograf, pisarz, publicysta (zm. 2023)
  - Jacques Laffite, francuski kierowca wyścigowy
  - Orlando de la Torre, peruwiański piłkarz (zm. 2022)
- 1944:
  - Tom Bogs, duński bokser (zm. 2023)
  - Ross Collinge, nowozelandzki wioślarz
  - Richard Durbin, amerykański polityk, senator
  - Earl Monroe, amerykański koszykarz
  - Harold Ramis, amerykański aktor, reżyser i scenarzysta filmowy (zm. 2014)
- 1945:
  - Jan Budziaszek, polski perkusista, członek zespołu Skaldowie
  - Goldie Hawn, amerykańska aktorka, reżyserka i producentka filmowa
  - Zbigniew Kosmatka, polski samorządowiec, prezydent Piły
  - Paweł (Mantowanis), cypryjski duchowny prawosławny, metropolita Kirenii (zm. 2011)
  - Maria Stokowska-Misiurkiewicz, polska aktorka (zm. 2018)
- 1946:
  - Andrew Davis, amerykański reżyser, operator i producent filmowy
  - Terunobu Fujimori, japoński architekt
  - Mardiyanto, indonezyjski generał, polityk
- 1947:
  - Marian Dembiński, polski nauczyciel, związkowiec, polityk, poseł na Sejm RP (zm. 2024)
  - Renato Dionisi, włoski lekkoatleta, tyczkarz
  - Wendell Lucena Ramalho, brazylijski piłkarz (zm. 2022)
- 1948:
  - John Bundrick(inne języki), amerykański muzyk, członek zespołu Free
  - Jan Caliński, polski trener piłkarski (zm. 2021)
  - Józef Gajewski, polski polityk, samorządowiec, prezydent Suwałk (zm. 2010)
  - Andrzej Krzysztofik, polski gitarzysta, wokalista, członek zespołu 2 plus 1
  - Michał Lonstar, polski wokalista i muzyk country
  - Werner Lorant, niemiecki piłkarz, trener (zm. 2025)
  - Alphonse Mouzon(inne języki), amerykański perkusista jazzowy, członek zespołu Weather Report
  - Jacek Natanson, polski pisarz, dziennikarz (zm. 2015)
  - Michel Sulaiman, libański generał, polityk, prezydent Libanu
  - Aleksander Świeykowski, polski dziennikarz, przedsiębiorca, polityk, senator RP
- 1949:
  - Leo Delcroix, belgijski samorządowiec, polityk, minister obrony (zm. 2022)
  - Anatolij Kuksow, ukraiński piłkarz, trener (zm. 2022)
  - Lars Leijonborg, szwedzki polityk
  - Juan Alberto Puiggari, argentyński duchowny katolicki, arcybiskup Parany
- 1950:
  - Hiszam Barakat, egipski prawnik, prokurator generalny (zm. 2015)
  - Józef Burniak, polski polityk, samorządowiec, prezydent Bolesławca (zm. 2018)
  - Maciej Karpiński, polski prozaik, dramaturg, scenarzysta filmowy, krytyk literacki i teatralny, pedagog
  - Grzegorz Micuła, polski dziennikarz, krajoznawca
  - Álvaro Noboa, ekwadorski przedsiębiorca, polityk
- 1951:
  - John Neely Kennedy, amerykański polityk, senator
  - Vlasta Parkanová, czeska polityk
- 1952:
  - Lorna Luft, amerykańska aktorka, wokalistka
  - Eimuntas Nekrošius, litewski reżyser teatralny (zm. 2018)
  - Wojciech Przybylski, polski realizator dźwięku, producent muzyczny (zm. 2015)
  - Kamran Shirazi, irański szachista
  - Mykoła Symkajło, ukraiński duchowny greckokatolicki, ordynariusz eparchii kołomyjsko-czerniowieckiej (zm. 2013)
- 1953:
  - Luc Cyr, kanadyjski duchowny katolicki, arcybiskup Sherbrooke
  - Józef Rogacki, polski polityk, samorządowiec, wojewoda kujawsko-pomorski
  - Krzysztof Rutkowski, polski historyk literatury, dziennikarz, tłumacz, eseista
  - Jan Skrzek, polski muzyk bluesowy (zm. 2015)
- 1954:
  - Wacław Buryła, polski duchowny katolicki, poeta
  - Mieczysław Gierszewski, polski piłkarz, trener
  - Maciej Manicki, polski działacz związkowy, polityk, poseł na Sejm RP
  - Carmine Marcantonio, kanadyjski piłkarz pochodzenia włoskiego
- 1955:
  - Zbigniew Ajchler, polski przedsiębiorca, samorządowiec, polityk, poseł na Sejm RP
  - Antanas Baura, litewski agronom, polityk
  - Cedric Maxwell, amerykański koszykarz
- 1956:
  - Tadeusz Chmiel, polski przedsiębiorca
  - Han Myeong-u, południowokoreański zapaśnik
  - Cherry Jones, amerykańska aktorka
  - Mitsugu Nomura, japoński piłkarz
  - Wanda Nowicka, polska feministka, polityk, wicemarszałek Sejmu RP
  - Cynthia Rhodes, amerykańska aktorka, piosenkarka, tancerka
  - Alfredo Tena, meksykański piłkarz, trener
- 1957:
  - George Alexandru, rumuński aktor (zm. 2016)
  - Piotr Brachmański, polski żużlowiec (zm. 2022)
  - Joseph-Marie Ndi-Okalla, kameruński duchowny katolicki, biskup Mbalmayo
  - Ewa Pobłocka, polska pianistka, pedagog
  - Kōzō Tashima, japoński piłkarz
- 1958 – David Reivers, amerykański aktor
- 1959:
  - Colin Beashel, australijski żeglarz sportowy
  - Hieronim (Crețu), rumuński biskup prawosławny
  - Lidia Kańtoch, polska lekkoatletka, wieloboistka
  - Tadeusz Kędziak, polski architekt, polityk, poseł na Sejm RP
  - Wiesław Szlachetka, polski duchowny katolicki, biskup pomocniczy gdański
- 1960:
  - Elżbieta Kapusta, polska lekkoatletka, sprinterka
  - Andriej Kobiakow, białoruski polityk
  - Walentina Popowa, rosyjska tenisistka stołowa
  - Maciej Strzembosz, polski producent i scenarzysta filmowy
- 1961:
  - Grzegorz Bral, polski reżyser teatralny
  - Abel Murcia, hiszpański nowelista, poeta, tłumacz
  - João Pinto, portugalski piłkarz
- 1962:
  - Terry Brahm, amerykański lekkoatleta, długodystansowiec
  - Sabine Busch, niemiecka lekkoatletka, sprinterka
  - José Maria Chaves dos Reis, argentyński duchowny katolicki, biskup Abaetetuby
  - Olita Rause, łotewska szachistka
  - Alan Smith, angielski piłkarz
  - Waldemar Socha, polski samorządowiec, prezydent Żor
  - Renée Wagener, luksemburska dziennikarka, polityk
- 1963:
  - Peter Bosz, holenderski piłkarz, trener
  - Dorota Dziak, polska lekkoatletka, biegaczka średniodystansowa
  - Andrzej Knap, polski generał brygady
  - Sławomir Koper, polski pisarz, publicysta
  - João Gilberto de Moura, brazylijski duchowny katolicki, biskup Jardim
  - Atanas Paszew, bułgarski piłkarz
  - Nik Pierumow, rosyjski pisarz fantasy i science fiction
  - Władimir Popow, rosyjski zapaśnik (zm. 2025)
  - Nicollette Sheridan, brytyjska aktorka, modelka
  - Pedro Venâncio, portugalski piłkarz
- 1964:
  - Katarzyna Kulwicka, polska koszykarka
  - Francisco Lima Soares, brazylijski duchowny katolicki, biskup Caroliny
  - Hanna Piotrowska, polska aktorka
  - Andreas P. Pittler, austriacki pisarz
  - Inguna Sudraba, łotewska ekonomistka, polityk
- 1965:
  - Björk, islandzka piosenkarka, aktorka tekstów, kompozytorka, producentka filmowa, aktorka
  - Reggie Lewis, amerykański koszykarz
  - Alexander Siddig, brytyjski aktor pochodzenia sudańskiego
  - Wojciech Żogała, polski scenograf filmowy
- 1966:
  - Troy Aikman, amerykański futbolista
  - Ołeksandr Bahacz, ukraiński lekkoatleta, kulomiot
  - Jewgienij Bariejew, rosyjski szachista
  - Lorenzo Guerini, włoski polityk
  - Andrzej Papierz, polski dziennikarz, dyplomata
  - Giuseppe Scopelliti, włoski samorządowiec, polityk
  - Peter Vermes, amerykański piłkarz pochodzenia węgierskiego
  - Zhai Zhigang, chiński podpułkownik lotnictwa, astronauta
- 1967:
  - Ken Block, amerykański kierowca rajdowy i rallycrossowy (zm. 2023)
  - Tomislav Kocijan, austriacki piłkarz, trener pochodzenia chorwackiego
  - Toshihiko Koga, japoński judoka (zm. 2021)
  - Robert Magdziarz, polski informatyk, polityk, wicewojewoda śląski
- 1968:
  - Elkin Fernando Álvarez Botero, kolumbijski duchowny katolicki, biskup pomocniczy Medellín, biskup Santa Rosa de Osos (zm. 2023)
  - Alex James, brytyjski basista, członek zespołów: Blur, Fat Les(inne języki), WigWam(inne języki) i Me Me Me(inne języki)
  - Umarali Kuwwatow, tadżycki przedsiębiorca, polityk (zm. 2015)
  - Abednego Matilu, kenijski lekkoatleta, sprinter
  - Qiao Hong, chińska tenisistka stołowa
  - Antonio Tarver, amerykański bokser
- 1969:
  - Guido Acklin, szwajcarski bobsleista
  - Tibor Fogarasi, węgierski szachista
  - Ken Griffey Jr., amerykański baseballista
  - Joanna Lichocka, polska dziennikarka i prezenterka telewizyjna, publicystka, autorka filmów dokumentalnych, polityk, poseł na Sejm RP
  - Tomáš Podivínský, czeski polityk, dyplomata
  - Zoran Stefanović, serbski prozaik, dramaturg, scenarzysta, publicysta, krytyk literacki
- 1970:
  - Fanny Gautier, hiszpańska aktorka
  - Rib Hillis, amerykański aktor, model
  - Tom Rooney, amerykański polityk, kongresmen
  - Paulinho Santos, portugalski piłkarz
  - Renato Vrbičić, chorwacki piłkarz wodny (zm. 2018)
- 1971:
  - Serghei Belous, mołdawski piłkarz
  - Serhij Kowalow, ukraiński piłkarz, trener
  - Mładen Marinow, bułgarski policjant, urzędnik, polityk
  - Andrew Rabutla, południowoafrykański piłkarz
- 1972:
  - Renier González, kubański i amerykański szachista, trener
  - Ian Goodison, jamajski piłkarz
  - Franziska Heinz, niemiecka piłkarka ręczna
  - Galina Kuklewa, rosyjska biathlonistka
  - Miljenko Mumlek, chorwacki piłkarz
  - Rain Phoenix, amerykańska aktorka, piosenkarka
  - Ejal Ran, izraelski tenisista
  - Ricardo Rio, portugalski polityk, samorządowiec, burmistrz Bragi
  - Thomas Schleicher, austriacki judoka (zm. 2001)
  - David Tua, samoański bokser
- 1973:
  - Jorge Azcón, hiszpański polityk, prezydent Aragonii
  - Marcelo Córdoba, argentyński aktor
  - Nicolas Dikoumé, kameruński piłkarz
  - Cyd Gray, trynidadzko-tobagijski piłkarz
  - Inés Sastre, hiszpańska aktorka, modelka
  - Silvio Simac, chorwacki zawodnik sztuk walki, aktor
- 1974:
  - Leonard Bundu, włoski bokser pochodzenia sierraleońskiego
  - Tomasz Czyszek, polski urzędnik państwowy, dyplomata
  - Eric Ericson, szwedzki aktor
- 1975:
  - Dario Šimić, chorwacki piłkarz
  - Miles Simon, amerykańsko-szwedzki koszykarz, trener, komentator telewizyjny
  - Aaron Solowoniuk, kanadyjski perkusista, członek zespołu Billy Talent
- 1976:
  - Deressa Chimsa, etiopski lekkoatleta, długodystansowiec
  - Todd Lodwick, amerykański kombinator norweski
- 1977:
  - Annie, norweska piosenkarka, didżejka
  - Michael Batiste, amerykański koszykarz
  - Bruno Berner, szwajcarski piłkarz
  - Gisella Duarte, peruwiańska siatkarka
  - Guillermo Giacomazzi, urugwajski piłkarz
  - Gabriel Gracindo, brazylijski aktor
  - Tobias Sammet, niemiecki wokalista, członek zespołu Edguy
  - Vickie Zummo, amerykańska zapaśniczka
- 1978:
  - Marta Abramowicz, polska psycholog, badaczka społeczna, reporterka
  - Petra Dallmann, niemiecka pływaczka
  - Patrycja Kotecka, polska dziennikarka
  - Chucks Nwoko, maltański piłkarz pochodzenia nigeryjskiego
  - Paul Urlovic, nowozelandzki piłkarz pochodzenia chorwackiego
- 1979:
  - Saeed al-Ghamdi, saudyjski terrorysta (zm. 2001)
  - Danny Butterfield, angielski piłkarz
  - Chen Sa, chińska pianistka
  - Vincenzo Iaquinta, włoski piłkarz
  - Anastasija Kapaczinska, rosyjska lekkoatletka, sprinterka
  - Rozalia Mierzicka, polska aktorka, prezenterka telewizyjna
  - Lubomyr Połatajko, ukraiński kolarz torowy i szosowy
  - Marija Sidorowa, rosyjska piłkarka ręczna, bramkarka
  - Agnieszka Stanuch, polska kajakarka górska
  - Stromile Swift, amerykański koszykarz
  - Dawid Tomaszewski, polski projektant mody
- 1980:
  - Olav Magne Dønnem, norweski skoczek narciarski
  - Anđelko Đuričić, serbski piłkarz, bramkarz
  - Leonardo González, kostarykański piłkarz
  - Tim Lambesis, amerykański wokalista, muzyk, producent muzyczny, członek zespołu As I Lay Dying
  - Kazumichi Takagi, japoński piłkarz
  - Teodoret (Tichonow), rosyjski biskup prawosławny
  - Joseph Vaka, tongański rugbysta
- 1981:
  - Larry Creus, argentyński siatkarz
  - Werknesh Kidane, etiopska lekkoatletka, biegaczka długodystansowa
  - Ainārs Kovals, łotewski lekkoatleta, oszczepnik
  - Jonny Magallón, meksykański piłkarz
  - Joanna Rosik, polska piłkarka ręczna
- 1982:
  - Tatiana Kostiuk, ukraińska szachistka
  - John Lucas III, amerykański koszykarz
  - Pablo Salazar, kostarykański piłkarz
- 1983:
  - Brie Bella, amerykańska wrestlerka
  - Nikki Bella, amerykańska wrestlerka
  - Michael Hannah, australijski kolarz górski
  - Daniela Iraschko-Stolz, austriacka skoczkini narciarska
  - Robert Miśkowiak, polski żużlowiec
  - Glorimar Ortega, portorykańska siatkarka
- 1984:
  - Álvaro Bautista, hiszpański motocyklista wyścigowy
  - Josh Boone, amerykański koszykarz
  - Joanna Cholewa, polska wokalistka, członkini zespołu Girls on Fire
  - Hope Dworaczyk, amerykańska modelka, fotomodelka, aktorka pochodzenia polskiego
  - Callum Ferguson, australijski kryckiecista
  - Seth Feroce, amerykański kulturysta
  - Lindsey Haun, amerykańska aktorka, wokalistka
  - Jena Malone, amerykańska aktorka
- 1985:
  - Carly Rae Jepsen, kanadyjska piosenkarka
  - Jesús Navas, hiszpański piłkarz
  - Wayne Odesnik, amerykański tenisista
  - Elisabeth Osl, austriacka kolarka górska
  - Marhinde Verkerk, holenderska judoczka
- 1986:
  - Ben Bishop, amerykański hokeista, bramkarz
  - Kristof Goddaert, belgijski kolarz szosowy (zm. 2014)
  - Kseniya Koçyiğit, azerska siatkarka
  - Florent Payet, francuski kolarz górski
  - Xavier Torres Buigues, hiszpański piłkarz
  - Karolina Zawiła, polska lekkoatletka, skoczkini w dal i wzwyż
- 1987:
  - Eesha Karavade, indyjska szachistka
  - Aleksandr Sudnicyn, rosyjski hokeista, bramkarz
- 1988:
  - Sina Candrian, szwajcarska snowboardzistka
  - Eric Frenzel, niemiecki kombinator norweski
  - Nikita Łobincew, rosyjski pływak
  - Patrícia Mamona, portugalska lekkoatletka, trójskoczkini
  - Larry Sanders, amerykański koszykarz
- 1989:
  - Edwin Ávila, kolumbijski kolarz szosowy i torowy
  - Dárvin Chávez, meksykański piłkarz
  - Fabian Delph, angielski piłkarz
  - Marlena Hajduk, polska piłkarka
  - Katarzyna Możdżeń, polska siatkarka
  - Elise Ringen, norweska biathlonistka
- 1990:
  - Andre Blake, jamajski piłkarz, bramkarz
  - Maxime Chanot, luksemburski piłkarz pochodzenia francuskiego
  - Danielle King, brytyjska kolarka torowa
  - Simon Makienok, duński piłkarz
  - Emmanuel Mayuka, zambijski piłkarz
- 1991:
  - Almaz Ayana, etiopska lekkoatletka, biegaczka długodystansowa
  - Karol Basz, polski kierowca wyścigowy
  - Diego Demme, niemiecki piłkarz pochodzenia włoskiego
  - Lewis Dunk, angielski piłkarz
- 1992:
  - Jorge Aparicio, gwatemalski piłkarz
  - Harry Bunn, angielski piłkarz
  - Ałeksandar Damczewski, macedoński piłkarz
  - Conor Maynard, brytyjski piosenkarz
  - Pawieł Suczkow, rosyjski hokeista, bramkarz
- 1993:
  - Adam Chaplin, kanadyjski siatkarz
  - Gieorgij Dżykija, rosyjski piłkarz pochodzenia gruzińskiego
  - Patrik Šorm, czeski lekkoatleta, sprinter
- 1994:
  - Miyu Katō, japońska tenisistka
  - Risako Kawai, japońska zapaśniczka
  - Saúl Ñíguez, hiszpański piłkarz
  - Jeanelle Scheper, lekkoatletka z Saint Lucia, skoczkini wzwyż
- 1995:
  - Chris Chiozza, amerykański koszykarz
  - Władisław Gawrikow, rosyjski hokeista
  - Dora Grozer, niemiecka siatkarka
  - Dominika Muraszewska, polska lekkoatletka, sprinterka
  - Mateus Daniel de Sá, brazylijski lekkoatleta, trójskoczek
  - Theresa Stoll, niemiecka judoczka
- 1996:
  - Joaquín Gallego, argentyński siatkarz
  - Gina Lückenkemper, niemiecka lekkoatletka, sprinterka
  - Dmytro Łytwyn, ukraiński piłkarz
  - Władisław Mirzojew, rosyjski łyżwiarz figurowy
  - Oliwia Urban, polska siatkarka
- 1997:
  - Gao Xinyu, chińska tenisistka
  - Reo Hatate, japoński piłkarz
  - Toni Lato, hiszpański piłkarz
- 1998:
  - Ognjen Ilić, serbski kolarz szosowy
  - Jan-Rapowanie, polski raper, autor tekstów
  - Wangelis Pawlidis, grecki piłkarz
  - Nathan Trott, angielski piłkarz, bramkarz pochodzenia bermudzkiego
- 1999:
  - Isłam Czesnokow, kazachski piłkarz
  - Isaiah Firebrace, australijski piosenkarz
- 2000:
  - Junior Dina Ebimbe, francuski piłkarz pochodzenia kameruńskiego
  - Aleksandra Wlaźlak, polska gimnastyczka artystyczna
- 2001:
  - Rafał Adamski, polski piłkarz
  - Josephin Laue, niemiecka skoczkini narciarska, kombinatorka norweska
  - Rizky Ridho, indonezyjski piłkarz
- 2002:
  - Matías Arezo, urugwajski piłkarz
  - Gabriela Grzybowska, polska piłkarka
  - Naveen Malik, indyjski zapaśnik
- 2003:
  - Edison Azcona, dominikański piłkarz
  - Darja Keluszyk, ukraińska piłkarka, bramkarka
- 2004:
  - Daszmir Ełezi, macedoński piłkarz
  - Rico Lewis, angielski piłkarz
  - Liz, południowokoreańska piosenkarka, modelka
  - Mathias Pollestad, norweski żużlowiec

## Zmarli
- 1011 – Reizei, cesarz Japonii (ur. 950)
- 1150 – Garcia IV Odnowiciel, król Nawarry (ur. 1110)
- 1325 – Jerzy, książę moskiewski (ur. ?)
- 1361 – Filip I z Rouvres, książę i hrabia Burgundii, hrabia Artois, Boulogne i Owernii (ur. 1344)
- 1383 – Jean du Cros, francuski duchowny katolicki, biskup Limoges, kardynał (ur. ?)
- 1453 – Jan I, książę lubiński, chojnowski, brzeski i złotoryjski (ur. ?)
- 1471 – João Gonçalves Zarco, portugalski żeglarz, podróżnik (ur. ok. 1390)
- 1481:
  - Cosma Orsini, włoski duchowny katolicki, arcybiskup Trani, kardynał (ur. ?)
  - Ikkyū Sōjun, japoński mistrz zen, poeta (ur. 1394)
- 1503 – Maciej z Kobylina (Młodszy), polski teolog, filozof, wykładowca akademicki (ur. ok. 1445)
- 1537 – Giovanni Piccolomini, włoski duchowny katolicki, arcybiskup Sieny, kardynał (ur. 1475)
- 1555 – Georgius Agricola, niemiecki mineralog (ur. 1494)
- 1579 – Thomas Gresham, angielski kupiec, finansista (ur. ok. 1519)
- 1582 – Diego Feliks Habsburg, książę Asturii (ur. 1575)
- 1609 – Fryderyk Bartsch, polski jezuita, teolog, biblista, kaznodzieja, wykładowca akademicki (ur. 1552)
- 1641 – Jan Kasper I von Stadion, książę Rzeszy, administrator urzędu wielkiego mistrza zakonu krzyżackiego (ur. 1567)
- 1649 – Jaroslav Bořita z Martinic, czeski szlachcic (ur. 1649)
- 1652 – Jan Brożek, polski duchowny katolicki, matematyk, astronom, rektor Akademii Krakowskiej (ur. 1585)
- 1668 – Adolf Wilhelm, książę Saksonii-Eisenach (ur. 1632)
- 1675:
  - Jerzy Wilhelm, książę brzesko-legnicko-wołowski (ur. 1660)
  - Cesare Maria Antonio Rasponi, włoski kardynał (ur. 1615)
- 1693 – Adam Kotowski, polski ziemianin, polityk (ur. 1626)
- 1695 – Henry Purcell, angielski kompozytor (ur. 1659)
- 1728 – Fiodor Apraksin, rosyjski admirał (ur. 1661)
- 1730 – François de Troy(inne języki), francuski malarz (ur. 1645)
- 1733 – Louis de Boullogne, francuski malarz, rysownik, rytownik (ur. 1654)
- 1775 – John Hill, brytyjski botanik, pisarz (ur. 1716)
- 1782 – Jacques de Vaucanson, francuski wynalazca (ur. 1709)
- 1790 – Karol Stanisław Radziwiłł, książę, miecznik wielki litewski, wojewoda wileński, marszałek Sejmu (ur. 1734)
- 1798 – Gabriel Lenkiewicz-Ipohorski, polski jezuita, pedagog, architekt (ur. 1722)
- 1811:
  - Heinrich von Kleist, niemiecki prozaik, dramaturg, poeta, publicysta, oficer armii pruskiej (ur. 1777)
  - Henrietta Vogel, towarzyszka samobójstwa Heinricha von Kleista (ur. 1780)
- 1815 – Karol de Perthées, polski kartograf (ur. 1740)
- 1820 – James Harris, brytyjski arystokrata, dyplomata (ur. 1746)
- 1830:
  - Károly Kisfaludy, węgierski pisarz (ur. 1788)
  - Jan Śniadecki, polski polihistor, matematyk, astronom, filozof, geograf, pedagog, krytyk literacki i teoretyk języka, autor kalendarzy, poeta (ur. 1756)
- 1835 – James Hogg, szkocki poeta, prozaik (ur. 1770)
- 1839 – Mateusz Lipski, polski duchowny katolicki, biskup miński (ur. 1770)
- 1844:
  - Philipp von Fellenberg, szwajcarski pedagog, agronom (ur. 1771)
  - Iwan Kryłow, rosyjski pisarz (ur. 1769)
- 1847 – Wojciech Bloch, polski szlachcic, prekursor polskiej pracy organicznej i agrokultury (ur. 1774)
- 1848 – Ludwik Metzell, polski oficer, inżynier budowlany, architekt (ur. 1764)
- 1849 – François Marius Granet, francuski malarz (ur. 1777)
- 1859 – Charles Chevalier, francuski optyk, projektant obiektywów (ur. 1804)
- 1860:
  - Jerzy I Wilhelm, książę Schaumburg-Lippe (ur. 1784)
  - John Eatton Le Conte, amerykański entomolog (ur. 1784)
- 1861 – Jean-Baptiste Henri Lacordaire, francuski dominikanin (ur. 1802)
- 1863:
  - Władysław Ludwik Padlewski, polski ziemianin, uczestnik powstania styczniowego (ur. 1814)
  - Wincenty a Paulo Pieńkowski, polski duchowny katolicki, biskup lubelski (ur. 1786)
  - Józef Piotrowski, polski polityk, członek Rządu Narodowego, uczestnik powstania styczniowego (ur. 1839)
  - Władysław Rawicz, polski polityk, naczelnik cywilny województwa podlaskiego, uczestnik powstania styczniowego (ur. 1832)
- 1869:
  - Benjamin Fitzpatrick, amerykański polityk (ur. 1802)
  - Władysław Tomasz Ostrowski, polski hrabia, polityk (ur. 1790)
- 1870 – Karel Jaromír Erben, czeski etnograf, historyk, pisarz (ur. 1811)
- 1874:
  - Marià Fortuny, kataloński malarz, grafik (ur. 1838)
  - Andreas Maria von Renard, niemiecki hrabia, generał, przedsiębiorca pochodzenia francuskiego (ur. 1795)
- 1875 – Friedrich Albert Lange, niemiecki filozof, teolog, pedagog, ekonomista (ur. 1828)
- 1885:
  - Konstanty Bontemps, polski generał w służbie rosyjskiej (ur. 1817)
  - Antonio Maria Panebianco, włoski kardynał (ur. 1808)
- 1886 – Charles Francis Adams, amerykański polityk, dyplomata (ur. 1807)
- 1887 – Jan Burbon, hiszpański hrabia (ur. 1822)
- 1895 – Henry Ponsonby, brytyjski arystokrata, wojskowy (ur. 1825)
- 1899 – Garret Hobart, amerykański polityk, wiceprezydent USA (ur. 1844)
- 1902:
  - Alejandro Posadas, argentyński lekarz, weterynarz (ur. 1870)
  - Franciszka Siedliska, polska zakonnica, założycielka zakonu nazaretanek, błogosławiona (ur. 1842)
  - August Ścibor-Rylski, polski ziemianin, urzędnik, uczestnik powstania styczniowego (ur. 1841)
- 1903 – Adam Uznański, polski ziemianin, badacz Tatr (ur. 1837)
- 1904 – Jimmy Michael, brytyjski kolarz torowy (ur. 1877)
- 1906 – Michał Mycielski, polski szlachcic, jezuita, misjonarz (ur. 1826)
- 1907:
  - Gaetano Braga, włoski kompozytor, wiolonczelista (ur. 1829)
  - Paula Modersohn-Becker, niemiecka malarka (ur. 1876)
- 1909 – Peder Severin Krøyer, duński malarz (ur. 1851)
- 1910 – Johannes Montel Edler von Treuenfels, włoski duchowny katolicki, dyplomata, prawnik pochodzenia niemieckiego (ur. 1831)
- 1912 – Michał Żyguliński, polski duchowny katolicki, filozof, teolog, wykładowca akademicki (ur. 1864)
- 1916:
  - Eugène Doyen, francuski chirurg (ur. 1859)
  - Franciszek Józef I, cesarz Austrii, król Węgier (ur. 1830)
  - Stanisław Janik, polski organmistrz, rzeźbiarz, stolarz, snycerz (ur. 1838)
  - Mieczysław Kaufman, polski lekarz, działacz społeczny pochodzenia żydowskiego (ur. 1864)
  - Juliusz Slaski (senior), polski ziemianin, działacz gospodarczy (ur. 1836)
- 1918:
  - Jerzy Bitschan, polski uczeń, harcerz, orlę lwowskie (ur. 1904)
  - Mary Ann Harris Gay, amerykańska pisarka, poetka (ur. 1829)
  - Bronisław Koszyk, polski kapral (ur. 1894)
  - Zdzisław Sochocki, polski podporucznik (ur. 1896)
- 1919:
  - Wasyl Czumak, ukraiński poeta (ur. 1901)
  - William Joseph Rainbow, australijski arachnolog, entomolog, wykładowca akademicki pochodzenia brytyjskiego (ur. 1856)
  - Tadeusz Wojciechowski, polski historyk, wykładowca akademicki (ur. 1838)
  - Adam Zimmerman, kanadyjski polityk pochodzenia niemieckiego (ur. 1852)
- 1922:
  - Iwan Bloch, niemiecki dermatolog, seksuolog (ur. 1872)
  - Ricardo Flores Magón, meksykański anarchista, rewolucjonista (ur. 1874)
- 1924:
  - Florence Kling Harding, amerykańska pierwsza dama (ur. 1860)
  - Alois Riehl, niemiecki filozof, wykładowca akademicki (ur. 1844)
- 1925 – Jewhen Łewyćkyj, ukraiński adwokat, publicysta, polityk (ur. 1870)
- 1926:
  - Josyf Bocian, ukraiński duchowny greckokatolicki, biskup pomocniczy lwowski (ur. 1879)
  - Zofka Kveder, słoweńska pisarka, dramatopisarka, publicystka (ur. 1878)
  - Joseph McKenna, amerykański polityk (ur. 1843)
  - Jan Stefan Stoiński, polski ekonomista, polityk, minister aprowizacji (ur. 1884)
- 1928:
  - Esaias Tegnér, szwedzki filolog, językoznawca, wykładowca akademicki (ur. 1843)
  - Henryk XXVII, ostatni książę Reuss–Gery (linii młodszej) (ur. 1858)
- 1930:
  - Ernst Fuchs, austriacki okulista (ur. 1851)
  - Ołeksa Jarema, ukraiński działacz społeczny i kulturalny, filolog klasyczny, pedagog, mecenas sztuki (ur. 1855)
  - Klelia Merloni, włoska zakonnica, błogosławiona (ur. 1861)
- 1931 – Friedrich Wilhelm von Loebell, niemiecki polityk (ur. 1855)
- 1932 – Jan Żółciński, polski gleboznawca, wykładowca akademicki (ur. 1862)
- 1934:
  - Charles Littlewort, angielski piłkarz (ur. 1882)
  - Władysław Markiewicz, polski prawnik, sędzia (ur. 1879)
- 1935 – Agnes Pockels, niemiecka fizykochemik samouk (ur. 1862)
- 1936 – Samuel William Schapira, amerykański chirurg, urolog pochodzenia żydowskiego (ur. 1872)
- 1937:
  - Iosif Nagowicyn, radziecki polityk (ur. 1888)
  - Jędrzej Wowro, polski rzeźbiarz ludowy (ur. 1864)
- 1938:
  - Karol Ginter, polski porucznik kawalerii (ur. 1901)
  - Leopold Godowski, amerykański pianista, kompozytor, pedagog pochodzenia polskiego (ur. 1870)
  - Erwin Mehlem, polski generał brygady (ur. 1878)
- 1939 – Karol Ginter, niemiecki otorynolaryngolog, wykładowca akademicki (ur. 1871)
- 1940:
  - James McLachlan, amerykański polityk (ur. 1852)
  - Stefan Smolec, polski prawnik, chemik, urzędnik, działacz konspiracyjny (ur. 1904)
- 1941:
  - Wiktor Brummer, polski kapitan administracji, literat, teatrolog pochodzenia żydowskiego (ur. 1894)
  - Antoni Pająk, polski sierżant (ur. 1897)
  - Witold Teofil Staniszkis, polski agrotechnik, wykładowca akademicki, polityk, poseł na Sejm RP (ur. 1880)
- 1942:
  - Leopold Berchtold, austriacki polityk, dyplomata (ur. 1863)
  - Szczepan Gracz, polski duchowny katolicki, działacz narodowy, weterynarz (ur. 1888)
  - Barry Hertzog, południowoafrykański polityk, premier Związku Południowej Afryki (ur. 1866)
  - Einar Lönnberg, szwedzki zoolog, muzealnik (ur. 1865)
  - Wacław Karaś, polski muzyk, kompozytor, dyrygent orkiestr wojskowych (ur. 1887)
  - Wiktor Kuszcz, ukraiński generał-chorąży, działacz emigracyjny (ur. 1887)
  - Wanda Rewieńska, polska geograf, działaczka niepodległościowa, harcmistrzyni (ur. 1897)
- 1944:
  - Joseph Caillaux, francuski polityk, premier Francji (ur. 1863)
  - Florian Dąbrowski, polski kapral-podchorąży (ur. 1911)
  - Władysław Drelicharz, polski kapitan (ur. 1913)
  - Adolf Jäger, niemiecki piłkarz (ur. 1889)
  - Eliot Stannard, brytyjski dramaturg, reżyser i scenarzysta filmowy (ur. 1888)
- 1945:
  - Robert Benchley, amerykański aktor, scenarzysta filmowy (ur. 1889)
  - Ellen Glasgow, amerykańska pisarka (ur. 1873)
- 1948:
  - Antoni Kurowski, polski działacz ludowy, polityk, poseł na Sejm RP (ur. 1895)
  - Béla Miklós, węgierski arystokrata, generał pułkownik, polityk, premier Węgier (ur. 1890)
- 1952:
  - Henriette Roland Holst(inne języki), holenderska pisarka (ur. 1869)
  - Edmund Sterna, polski bosman, działacz podziemia antykomunistycznego (ur. 1928)
- 1953:
  - Felice Bonetto, włoski kierowca wyścigowy Formuły 1 (ur. 1903)
  - Larry Shields(inne języki), amerykański muzyk jazzowy (ur. 1893)
- 1954 – Karol Rathaus, polski kompozytor, pianista, pedagog pochodzenia żydowskiego (ur. 1895)
- 1955 – Jerzy Paramonow, polski przestępca (ur. 1931)
- 1956:
  - Janina Antoniewicz, polska botanik, ogrodnik, wykładowczyni akademicka (ur. 1890)
  - Johann Rihosek, austriacki inżynier, konstruktor lokomotyw (ur. 1869)
  - Bożena Stelmachowska, polska etnograf, wykładowczyni akademicka (ur. 1889)
- 1958 – Mel Ott, amerykański baseballista (ur. 1909)
- 1959:
  - Max Baer, amerykański bokser (ur. 1909)
  - Mieczysław Biernacki, polski matematyk, chemik, wykładowca akademicki (ur. 1891)
  - Bertus Freese, holenderski piłkarz (ur. 1902)
  - Enrique Nvo, polityk i działacz niepodległościowy z Gwinei Równikowej (ur. ?)
- 1961 – Józef Frąk, polski działacz komunistyczny, członek francuskiego ruchu oporu (ur. 1895)
- 1962:
  - Frank Amyot, kanadyjski kajakarz, kanadyjkarz (ur. 1904)
  - Władysław Pobóg-Malinowski, polski porucznik, historyk, publicysta (ur. 1899)
- 1963:
  - Pierre Blanchar, francuski aktor (ur. 1892)
  - Robert Stroud, amerykański więzień znany jako „Ptasznik z Alcatraz” (ur. 1890)
- 1965:
  - Władysław Dec, polski pułkownik dyplomowany (ur. 1898)
  - Adolf Popławski-Drzewica, polski śpiewak, reżyser teatralny (ur. 1881)
  - Stanisław Strugarek, polski dziennikarz, pisarz (ur. 1911)
- 1966 – Władysław Bortnowski, polski generał dywizji, działacz emigracyjny (ur. 1891)
- 1967:
  - Rudolf Deyl (młodszy), czeski aktor (ur. 1912)
  - Bruno Leoni, włoski prawnik, filozof polityki, wykładowca akademicki (ur. 1913)
- 1968 – Władysław Stoma, polski aktor, reżyser teatralny (ur. 1888)
- 1969:
  - John Loaring, kanadyjski lekkoatleta, płotkarz i sprinter (ur. 1915)
  - Edward Mutesa, ugandyjski polityk, król Bugandy, prezydent Ugandy (ur. 1924)
- 1970:
  - Newsy Lalonde(inne języki), kanadyjski hokeista (ur. 1887)
  - Bexhet Nelku, albański aktor (ur. 1937)
  - Chandrasekhara Venkata Raman, indyjski fizyk, laureat Nagrody Nobla w dziedzinie fizyki (ur. 1888)
  - Percy Ernst Schramm, niemiecki historyk, wykładowca akademicki (ur. 1894)
- 1971 – Josef Košťálek, czeski piłkarz (ur. 1909)
- 1972:
  - Tadeusz Danilewicz, polski podpułkownik, żołnierz AK, komendant główny NZW (ur. 1895)
  - Fred Tilson, angielski piłkarz (ur. 1903)
- 1973 – Vitalien Laurent, francuski duchowny katolicki, historyk, bizantynolog (ur. 1896)
- 1974 – Frank Martin, szwajcarski kompozytor (ur. 1890)
- 1975:
  - Gunnar Gunnarsson, islandzki pisarz (ur. 1889)
  - Witold Łukaszewicz, polski historyk, polityk, poseł na Sejm PRL (ur. 1911)
- 1976:
  - Władysław Bieda, polski ekonomista, wykładowca akademicki (ur. 1914)
  - Boris Dolin(inne języki), rosyjski reżyser filmowy (ur. 1903)
  - Stanisław Dworakowski, polski etnograf, folklorysta, krajoznawca (ur. 1907)
  - Wasilij Szugajew, radziecki generał major (ur. 1905)
  - Valentin Vaala(inne języki), fiński reżyser filmowy (ur. 1909)
- 1977:
  - Daniel Kuszewski, polski działacz spółdzielczy (ur. 1886)
  - Edward Markiewicz, polski rotmistrz (ur. 1893)
- 1978:
  - Hermann Hänggi, szwajcarski gimnastyk (ur. 1894)
  - Ryszard Otello, polski duchowny luterański, historyk (ur. 1951)
  - Kazimierz Sołtykowski, polski architekt (ur. 1906)
- 1979 – Maurizio Arena, włoski aktor (ur. 1933)
- 1980 – Tadeusz Bukowski, polski fotoreporter (ur. 1909)
- 1981:
  - Ejner Federspiel, duński aktor (ur. 1896)
  - Gustaw Fierla, polski malarz, folklorysta, nauczyciel (ur. 1896)
  - Izrael Frydberg, polski działacz komunistyczny, urzędnik, cenzor pochodzenia żydowskiego (ur. 1905)
  - Fiodor Połynin, radziecki generał pułkownik lotnictwa (ur. 1906)
  - Harry von Zell, amerykański aktor, komik, spiker radiowy (ur. 1906)
- 1982:
  - Pierre Gaxotte, francuski historyk (ur. 1895)
  - Frank McCormick, amerykański baseballista (ur. 1911)
  - Adam Niebieszczański, polski adwokat, działacz narodowy i emigracyjny, pisarz, publicysta (ur. 1911)
  - Czesław Woźniak, polski rzeźbiarz (ur. 1905)
- 1983 – Giuseppe Vavassori, włoski piłkarz, bramkarz, trener (ur. 1934)
- 1985:
  - Bronisław Warowny, polski ekonomista, dziennikarz, polityk, poseł do KRN i na Sejm PRL (ur. 1911)
  - Filaret (Wozniesienski), rosyjski biskup prawosławny (ur. 1903)
  - Mirosława Zakrzewska-Kotula, polska siatkarka, koszykarka, piłkarka ręczna (ur. 1932)
- 1986:
  - Jerry Colonna, amerykański piosenkarz, kompozytor, puzonista, aktor pochodzenia włoskiego (ur. 1904)
  - Stanisław Kwaskowski, polski aktor, reżyser teatralny (ur. 1897)
  - Marcelino Sanchez(inne języki), amerykański aktor (ur. 1957)
- 1987:
  - Howard Elson Bigelow, amerykański mykolog, wykładowca akademicki (ur. 1923)
  - Jim Folsom, amerykański polityk (ur. 1908)
  - Lech Lorentowicz(inne języki), polski reżyser filmowy (ur. 1923)
  - Gieorgij Pieredielski, radziecki marszałek artylerii (ur. 1913)
  - Axel Ståhle, szwedzki jeździec sportowy (ur. 1891)
- 1988:
  - Tom Fraser, brytyjski polityk (ur. 1911)
  - Carl Hubbell, amerykański baseballista (ur. 1903)
- 1990:
  - Georgi Cankow, bułgarski polityk (ur. 1913)
  - Pierre Musy, szwajcarski bobsleista, jeździec sportowy (ur. 1910)
- 1991:
  - Julija Drunina, rosyjska pisarka (ur. 1924)
  - Daniel Mann, amerykański reżyser filmowy (ur. 1912)
  - Hans Julius Zassenhaus, niemiecki matematyk, wykładowca akademicki (ur. 1912)
- 1992:
  - Vicente Arraya, boliwijski piłkarz, bramkarz, trener (ur. 1922)
  - Kaysone Phomvihan, laotański polityk, premier i prezydent Laosu (ur. 1920)
- 1993:
  - Bill Bixby, amerykański aktor (ur. 1934)
  - Christopher Frank(inne języki), brytyjski pisarz, reżyser filmowy (ur. 1942)
- 1995:
  - Peter Grant, brytyjski menedżer muzyczny (ur. 1935)
  - Dorothy Jeakins, amerykańska kostiumografka (ur. 1914)
- 1996 – Abdus Salam, pakistański fizyk teoretyczny, laureat Nagrody Nobla (ur. 1926)
- 1998 – Tadeusz Paciorkiewicz, polski kompozytor, organista, pedagog (ur. 1916)
- 1999 – Quentin Crisp, brytyjski pisarz, aktor (ur. 1908)
- 2000:
  - Zygmunt Gadecki, polski piłkarz (ur. 1938)
  - Ernest Lluch, kataloński polityk, przedsiębiorca (ur. 1937)
  - Stanisław Nawrocki, polski historyk, archiwista, prezes Towarzystwa Miłośników Miasta Poznania (ur. 1925)
  - Barbara Sobotta, polska lekkoatletka, sprinterka (ur. 1936)
  - Emil Zátopek, czeski lekkoatleta, długodystansowiec (ur. 1922)
- 2001 – Salahuddin, sułtan Selangoru, król Malezji (ur. 1928)
- 2002:
  - Johnny Perry, amerykański wrestler, strongman (ur. 1972)
  - Takamado, japoński książę, prawnik (ur. 1954)
- 2003:
  - Emil Pažický, słowacki piłkarz (ur. 1927)
  - Armand Putzeys, belgijski kolarz szosowy (ur. 1916)
  - Michel van Esbroeck, belgijski jezuita, orientalista, bizantynolog, bollandysta (ur. 1934)
- 2004 – Wanda Węsław-Idzińska, polska aktorka (ur. 1925)
- 2005 – Alfred Anderson, szkocki weteran I wojny światowej (ur. 1896)
- 2006:
  - Hasan Guled Aptidon, dżibutyjski polityk, premier i prezydent Dżibuti (ur. 1916)
  - Bijar Amin al-Dżumajjil, libański polityk (ur. 1972)
  - Robert Lockwood(inne języki), amerykański gitarzysta bluesowy (ur. 1915)
- 2007:
  - Fernando Fernán Gómez, hiszpański aktor, reżyser filmowy, pisarz (ur. 1921)
  - Tom Johnson, kanadyjski hokeista, trener (ur. 1928)
- 2008:
  - Krystyna Broda, polska polityk, działaczka samorządowa (ur. 1951)
  - Tomasz Wert, polski operator filmowy (ur. 1949)
- 2009:
  - Konstantin Fieoktistow, radziecki kosmonauta (ur. 1926)
  - Maria Klejdysz, polska aktorka (ur. 1927)
- 2011 – Anne McCaffrey, amerykańska pisarka science fiction (ur. 1926)
- 2012:
  - Ajmal Kasab, palestyński terrorysta (ur. 1987)
  - Vladka Meed, polska działaczka ruchu oporu, kurierka ŻOB, pamiętnikarka, działaczka społeczna pochodzenia żydowskiego (ur. 1921)
  - Algirdas Šocikas, litewski bokser (ur. 1928)
- 2013:
  - Vern Mikkelsen, amerykański koszykarz (ur. 1928)
  - Bernard Parmegiani, francuski kompozytor (ur. 1927)
- 2015:
  - Makhdoom Amin Fahim, pakistański polityk (ur. 1939)
  - Bob Foster, amerykański bokser (ur. 1938)
  - Linda Haglund, szwedzka lekkoatletka, sprinterka (ur. 1956)
  - Kim Young-sam, południowokoreański polityk, prezydent Korei Południowej (ur. 1927)
  - Halina Lisicka, polska politolog (ur. 1957)
- 2016:
  - Izabella Kozłowska, polska elektryk, aktorka (ur. 1947)
  - Theresa Manuel, amerykańska lekkoatletka, płotkarka (ur. 1926)
  - Maximilian Ziegelbauer, niemiecki duchowny katolicki, biskup pomocniczy augsburski (ur. 1923)
  - Michał Żarnecki, polski operator i reżyser dźwięku (ur. 1946)
- 2017:
  - Rodney Bewes, brytyjski aktor (ur. 1937)
  - David Cassidy, amerykański wokalista, gitarzysta, aktor (ur. 1950)
  - Luis Garisto, urugwajski piłkarz, trener (ur. 1945)
  - Donata Godlewska, polska historyk, archiwistka (ur. 1925)
  - Jan Szargut, polski inżynier, energetyk, termodynamik (ur. 1923)
- 2018:
  - Sosłan Andijew, rosyjski zapaśnik (ur. 1952)
  - Andrzej Bianusz, polski pisarz, autor tekstów piosenek (ur. 1932)
  - Igor Korobow, rosyjski wojskowy, szef wywiadu wojskowego GRU (ur. 1956)
  - Jan Rybarski, polski dyrygent, chórmistrz, organista (ur. 1941)
  - Jan Strzałkowski, polski skoczek spadochronowy (ur. 1947)
  - Jan Zagozda, polski dziennikarz radiowy (ur. 1930)
- 2019:
  - Bengt Erik Grahn, szwedzki narciarz alpejski (ur. 1941)
  - Michael J. Pollard, amerykański aktor (ur. 1939)
- 2020:
  - Artemiusz, serbski duchowny prawosławny, biskup raszko-prizreński (ur. 1935)
  - Oliver Friggieri, maltański prozaik, poeta, tłumacz, krytyk literacki, leksykograf (ur. 1947)
  - Bashkim Kopliku, albański inżynier, polityk, minister spraw wewnętrznych (ur. 1943)
  - Tamás Mihály, węgierski basista, członek zespołu Omega (ur. 1947)
- 2021:
  - Maria Powalisz-Bardońska, polska witrażystka (ur. 1935)
  - Paulos Raptis, polski, śpiewak operowy (ur. 1936)
  - John Sewell, angielski piłkarz, trener (ur. 1936)
- 2022:
  - Kálmán Mészöly, węgierski piłkarz, trener (ur. 1941)
  - Jürgen Nöldner, niemiecki piłkarz (ur. 1941)
  - Reinaldo del Prette Lissot, wenezuelski duchowny katolicki, biskup Maracay, arcybiskup Valencii (ur. 1952)
  - Ołeksandr Szarkowski, ukraiński matematyk, wykładowca akademicki (ur. 1936)
  - Roman Teisseyre, polski geofizyk, wykładowca akademicki (ur. 1929)
  - Henryk Tokarski, polski lekkoatleta, średniodystansowiec, trener (ur. 1928)
- 2023:
  - Lothar Buchmann, niemiecki piłkarz, trener (ur. 1936)
  - Aivars Endziņš, łotewski prawnik, polityk, przewodniczący Sądu Konstytucyjnego (ur. 1940)
  - Jerónimo Saavedra, hiszpański prawnik, polityk, minister edukacji i nauki, prezydent Wysp Kanaryjskich (ur. 1936)
- 2024 – Richard Sklba, amerykański duchowny katolicki, biskup pomocniczy Milwaukee (ur. 1935)